# Berufsverband Österreichischer Restauratorinnen und Restauratoren
Der Berufsverband Österreichischer Restauratorinnen und Restauratoren (bis 2022 Österreichischer Restauratorenverband) ist die einzige national und international anerkannte Berufsvertretung qualifizierter Restauratoren in Österreich. Der Verband vertritt die beruflichen Interessen von rund 300 Restauratoren aller Fachrichtungen im Land.

## Geschichte und Struktur
Der Österreichische Restauratorenverband wurde 1985 gegründet. Zu den Mitgliedern des ÖRV zählen freischaffend tätige, sowie im öffentlichen Dienst beschäftigte Restauratoren, sowie Restauratoren in Ausbildung (RiA). Durch die Führung einer Mitgliederliste fungiert der Verband als eine Art Berufsregister für Restauratoren.
Als Mitglied der European Confederation of Conservator-Restorers’ Organisations (E.C.C.O.), der Dachorganisation der Restauratorenverbände in Europa, ist der ÖRV in der Lage, die beruflichen Interessen seiner Mitglieder sowohl auf nationaler als auch auf europäischer Ebene zu vertreten. Die Mitgliedschaft in E.C.C.O. verleiht dem ÖRV die Möglichkeit aktiv an der Gestaltung der Restaurierungslandschaft in Europa teilzunehmen und die Interessen seiner Mitglieder effektiv zu vertreten.

## Mitgliedschaft, Aufgaben und Ziele
Der Zugang zur Mitgliedschaft orientiert sich an den Vorgaben des E.C.C.O - ENCoRE Dokuments über die Ausbildung und Zugang zum Berufsfeld der Konservierung und Restaurierung, sowie an den Kompetenzen für den Zugang zum Beruf des Konservator - Restaurators.
Durch die Einhaltung der Professional Guidelines von E.C.C.O. verpflichten sich die rund 300 Mitglieder des Verbandes, ethische und professionelle Standards in ihrer konservatorischen und restauratorischen Arbeit zu wahren.
Der Verband setzt sich für die Förderung eines hohen Ausbildungsniveaus von Restauratoren ein und strebt die gesetzliche Anerkennung des Berufs sowie eine Regulierung des Berufsfeldes auf europäischer Ebene an.
Der ÖRV bietet seinen Mitgliedern durch regelmäßige Jour Fixes, Workshops, Symposien und Tagungen eine Plattform für fachlichen Austausch, Weiterbildung und Vertiefung des eigenen Know-hows. Diese Veranstaltungen dienen auch dazu, den Austausch unter den Mitgliedern zu fördern und ein Netzwerk innerhalb der Restaurationsgemeinschaft aufzubauen und zu pflegen.

## Publikationen
- ÖRV-Journal - jährliche verbandseigene Fachzeitschrift
- ÖRV Newsletter (digital) – Informationen über Fachveranstaltungen im In- und Ausland, Stellenangebote, Hinweise auf Fachpublikationen, neue Produkte und Arbeitsmethoden
- Tagungsbände "Konservieren / Restaurieren" (bisher 18 Bände)